# Darscheid
Darscheid là một đô thị thuộc huyện Vulkaneifel, trong bang Rheinland-Pfalz, phía tây nước Đức. Đô thị này có diện tích 5,80 km², dân số thời điểm ngày 31 tháng 12 năm 2006 là 826 người.